# Procés de reconeixement internacional de la independència d'Ossètia del Sud i Abkhàzia

Geòrgia, Rússia, Ossètia del Sud i Abkhàzia.

El procés d'intent de reconeixement internacional de la independència d'Ossètia del Sud i Abkhàzia es va iniciar el 26 d'agost de 2008, quan el President de Rússia Dmitri Medvédev va reconèixer a les dues repúbliques secessionistes de Geòrgia després de la guerra d'Ossètia del Sud. Dmitri Medvédev va apel·lar a l'anomenat d'altres estats perquè reconeguèssin la independència d'Ossètia del Sud i Abkhàzia. La tensió entre Rússia i la Unió Europea va pujar de to després del reconeixement per part de la Federació russa de la independència d'aquestes dues entitats. Només s'han sumat a aquest reconeixement tres altres estats: Nicaragua, Veneçuela i Nauru.

## Argumentació russa
Rússia va argumentar que la seva decisió de reconèixer Abkhàzia i Ossètia del Sud es basa en les disposicions de la Carta de les Nacions Unides, la declaració de 1970 sobre els principis del dret internacional relatius a les relacions amistoses entre els estats, l'Acta de Hèlsinki i altres documents internacionals.
Alguns experts russos tenen en compte la història de la dissolució de la Unió Soviètica per considerar que la independència de Abkhàzia i Ossètia del Sud és totalment correcta des del punt de vista del Dret. Com a base legal citen l'article 3 de la llei de la Unió Soviètica "Sobre la sortida d'una república de la Unió de l'URSS". Tant Abkhàzia com Ossètia del Sud eren autònomes dins de la República Socialista Soviètica de Geòrgia i no tenien dret a independitzar-se de la mateixa tret que la pròpia Geòrgia decidís abandonar la Unió Soviètica. En aquest cas les regions autònomes tenien el dret a decidir per si mateixes el seu estatus. Aquestes regions van decidir quedar-se en la Unió Soviètica i, per tant, quan el 9 d'abril de 1991 Geòrgia es va independitzar, Abkhàzia i Ossètia del Sud romanien sota la jurisdicció soviètica. Aquesta argumentació també va ser utilitzada per Rússia a nivell oficial en el Consell de Seguretat de Nacions Unides.

## Estats que han reconegut oficialment la independència d'Abkhàzia i/o Ossètia del Sud

Abkhàzia i Ossètia del Sud
Estats membres de l'ONU que reconeixen formalment la independència de Abkhàzia i Ossètia del Sud.
Estats de facto que només reconeixen formalment la independència de Abkhàzia i Ossètia del Sud.
Estats de facto que només reconeixen formalment la independència d'Ossètia del Sud.
Estats que actualment no reconeixen la independència d'Abkhàzia i Ossètia del Sud.

### Estats membres de l'ONU
| País | Reconeixement diplomàtic | Relacions diplomàtiques | |
| ---- | ------------------------ | ----------------------- | --- |
| 1    | Rússia                   | 26-08-2008              | El president Dmitri Medvédev va donar instruccions al Ministeri de Relacions Exteriors per a l'establiment de representacions diplomàtiques en les repúbliques independents d'Ossètia del Sud i Abkhàzia. |
| 2    | Nicaragua                | 03-09-2008              | El president de Nicaragua, Daniel Ortega va reconèixer la independència de les repúbliques d'Abkhàzia i Ossètia del Sud en el 29° aniversari de l'Exèrcit de Nicaragua. |
| 3    | Veneçuela                | 10-09-2009              | El president Hugo Chávez, durant una trobada a Moscou amb el seu homòleg rus Dmitri Medvédev, va declarar que "a partir d'avui" (10 de setembre) Veneçuela reconeix la independència de Abjasia i Osetia del Sud. |
| 4    | Nauru                    | 15/16-12-2009           | Nauru reconeix la independència de Abjasia i Osetia del Sud. El 15 de desembre el ministre nauruano d'Exteriors, Kieren Keke, i el seu homòleg abjasio, Sergei Shamba, van signar en Sujumi l'acord sobre l'establiment de les relacions diplomàtiques entre tots dos països. L'endemà, el 16 de desembre, Nauru va establir relacions diplomàtiques amb Osetia del Sud. |
| *    | Vanuatu                  | 23-05-2011 (a Abjasia)  | En una entrevista concedida a RT, el 31 de maig de 2011, Maxim Gvinjia, Ministre d'Afers exteriors d'Abkhàsia, va anunciar que la nació del Pacífic, Vanuatu, el 23 de maig 2011 va reconèixer la independència d'Abkhàsia i va establir relacions diplomàtiques i un règim sense visats de viatge amb Abkhàsia. El 7 de juny de 2011, el govern de Vanuatu, va confirmar que va reconèixer a Abjasia, una còpia de la declaració conjunta sobre l'establiment de relacions diplomàtiques va ser alliberada als mitjans de comunicació. El 19 de juny de 2011, el nou Primer Ministre interí de Vanuatu, Edward Natapei de Vanuatu va anunciar que es retirava el reconeixement de Vanuatu per Abkhàsia, i que anava a tractar d'establir relacions amb Geòrgia, reconeixent la sobirania de Geòrgia sobre Abkhàsia. No obstant això, el 26 de juny Sato Kilman va ser reelegit primer ministre i el 12 de juliol el canceller Alfred Carlot reconfirmó el reconeixement de Vanuatu a Abkhàsia, encara que va assenyalar que Vanuatu estava encara en el procés d'establiment de relacions diplomàtiques amb Abjasia. El 20 de maig de 2013 el Primer Ministre, Moana Canales Kalosil, va confirmar que Vanuatu havia retirat el seu reconeixement a Abjasia. |
| *    | Tuvalu                   | 18/19-09-2011           | El 31 de març de 2014, Geòrgia i Tuvalu van signar un acord per establir relacions diplomàtiques i consulars. Va ser signat pel Ministre de Protecció Ambiental, Afers exteriors, Treball i Comerç de Tuvalu i el Ministre d'Exteriors de Geòrgia Maya Panjikidze, durant la visita d'una delegació de Tuvalu a Geòrgia. En l'acord, Tuvalu va reconèixer la integritat territorial de Geòrgia i va retirar els reconeixements de Abjasia i Osetia del Sud com a repúbliques. |

#### Altres estats
| País                               | Data       | Avís                                                                                                  |
| ---------------------------------- | ---------- | --- |
| Abkhàzia Ossètia del Sud           | 17-11-2006 | Reconeixement mutu entre Abkhàzia, Ossètia del Sud, República d'Artsakh i Transnístria.               |
| Transnístria                       | 17-11-2006 | Reconeixement mutu entre Abkhàzia, Ossètia del Sud, República d'Artsakh i Transnístria.               |
| República d'Artsakh                | 17-11-2006 | Reconeixement mutu entre Abkhàzia, Ossètia del Sud, República d'Artsakh i Transnístria.               |
| República Àrab Sahrauí Democràtica | 30-09-2010 | Reconeixement d'Ossètia del Sud per funcionaris sense la signatura d'un acte jurídic de reconeixement |
| República Popular de Luhansk       | 28-01-2015 | El reconeixement d'Ossètia del Sud. De facto reconeixement d'Abkhàzia.                                |
| República Popular de Donetsk       | 11-05-2015 | El reconeixement d'Ossètia del Sud i d'Abkhàzia.                                                      |

## Estats que han expressat la seva intenció de reconèixer formalment la independència d'Abkhàzia i Ossètia del Sud

### Estats membres de l'ONU
| País | Data    | Relacions diplomàtiques | |
| ---- | ------- | ----------------------- | --- |
| 1    | Belarús | 30-08-2008              | L'ambaixador belarús a Moscou, Vasili Dolgolev, va expressar la intenció del govern belarús de reconèixer la independència d'Abkhàzia i Ossètia del Sud el més aviat possible. |

## Estats que no reconeixen oficialment la independència d'Abkhàzia i Ossètia del Sud
| - Alemanya - Austràlia - Àustria - Azerbaidjan - Bèlgica - Bulgària - Canadà - Xipre - Croàcia - Dinamarca - Eslovàquia - Espanya | - Estats Units - Estònia - França - Geòrgia - Grècia - Hongria - Irlanda - Israel - Itàlia - Japó - Letònia - Lituània | - Luxemburg - Mèxic - Polònia - Portugal - Regne Unit - República Txeca - Romania - Sèrbia - Somàlia - Suècia - Turquia - Ucraïna |